# Вулиця Шухевича (Львів)
Вулиця Шухевича — вулиця у Галицькому районі міста Львова, що сполучає вулиці Князя Романа та Івана Франка.

## Назва
У 1840—1921 роках мала назву вулиця Кам'яна. Від 1921 року — вулиця Кубалі, на честь польського історика та громадського діяча Людвіка Кубалі. Під час німецької окупації Львова мала назву — Екштрассе (вулиця Кутова). У липні 1944 року повернуто довоєнну назву вулиці, але вже 1950 року її перейменовано на вулицю Бехтерєва, на честь російського невролога, психіатра Володимира Бехтерєва. У 1992 році чергове перейменування і вулиця отримує свою сучасну назву — вулиця Шухевича, на честь українського громадського діяча, етнографа Володимира Шухевича.

## Забудова
В архітектурному ансамблі вулиці Шухевича переважають класицизм та історизм.
№ 1 — на цьому місці розташовувалася давня кам'яниця (інша адреса — вул. Франка, 6) була зруйнована під час війни. У 2008—2015 роках на її місці будівельною компанією «Девелопмент Інвест Груп» у стилі хай-тек споруджено семиповерхову будівлю тризіркового готелю «Ібіс Стайлз Львів Центр».
№ 2 — будинок споруджено 1876 року коштом міської ради Львова за проєктом архітектора Юліуша Гохберґера для потреб шестикласної Реальної школи, яка утворилася ще 1854 року на базі політехнічної школи. 1921 року у результаті освітньої реформи Реальна школа стала 1-ю математично-природничою гімназією ім. Миколая Коперніка. За радянських часів, 1939—1941 роках — середня школа № 7 з російською мовою викладання, а протягом 1945—2016 років в будинку містилася львівська ЗОШ № 35 також з російською мовою викладання. У травні 2016 року ЛМР ухвалила рішення щодо зміни типу та назви ЗОСШ № 35 на Львівську середню загальноосвітню школу східних мов та східних бойових мистецтв «Будокан» I—III ступенів з поглибленим вивченням іноземних мов. На підставі ухвали Львівської міської ради № 1984 від 18 травня 2017 «Про зміну назви Львівська середня загальноосвітня школа східних мов I—III ступенів» назва змінена на «Львівська середня загальноосвітня школа східних мов та східних бойових мистецтв „Будокан“ з поглибленим вивченням іноземних мов».
№ 4 — у цьому будинку міститься проєктно-конструкторське об'єднання «Політехніка» створене у 1992 році на базі Студентського проєктно-конструкторського бюро Львівського політехнічного інституту, яке діяло з 1959 року.
На цій вулиці, за радянських часів, також містився обком та райком КП(б)У Червоноармійського р-ну м. Львова.